# 12 юли
12 юли е 193-тият ден в годината според григорианския календар (194-ти през високосна). Остават 172 дни до края на годината.

## Събития
- 1153 г. – Анастасий IV е избран за папа.
- 1543 г. – Крал Хенри VIII сключва брак с Катрин Пар – своята шеста и последна съпруга.
- 1806 г. – Шестнадесет германски федерални държави се отделят от Свещената Римска империя под протектората на Наполеон I и образуват Рейнска конфедерация.
- 1859 г. – Българското население в Кукуш отправя петиция до папа Пий IX, с молба да бъдат приети католическата църква.
- 1862 г. – Конгресът на САЩ утвърждава Медал на честта – най-високото военно отличие в САЩ.
- 1876 г. – Италианската циркова артистка Мария Спелтерина преминава по въже над Ниагарския водопад за 11 минути и се връща, ходейки назад, за 10 минути.
- 1913 г. – Междусъюзническата война: Гръцката войска окупира Дедеагач.
- 1913 г. – Втора балканска война: Войски на Кралство Сърбия започват обсада на Видин; обсадата е прекратена по-късно, когато войната свършва.
- 1941 г. – Втората световна война: Самолети на Хитлеристка Германия започват бомбардировки на Москва.
- 1948 г. – Като част от национализацията в Народна република България, частните книгоиздателства са ликвидирани и дейността им се поема от държавата, кооперациите и обществените организации.
- 1953 г. – Официално е открит стадиона Имтек Арена в Хамбург.
- 1957 г. – Американският лекар Лерой Барни представя виждането, че тютюнопушенето е една от основните причини за нарасналия брой на заболелите от рак на белия дроб.
- 1988 г. – Областното ръководство на Нагорни Карабах обявява, че районът излиза от състава на Азербайджан и се присъединява към Армения.
- 1991 г. – VII велико народно събрание приема Конституцията на Република България с подписите на 309 депутати, четирима подписват по-късно.
- 1991 г. – В Япония е убит преводачът на Сатанински строфи на японски език Хитоши Игараши.
- 2003 г. – В Канада е легализирана употребата на марихуана.
- 2005 г. – Принц Албер II е коронясан за княз на Монако
- 2006 г. – Военизирани групировки на Хизбула навлизат в Израел и атакуват израелски военни части, с което се поставя начало на Израелско-ливанската криза.
- 2008 г. – Основана е политическата Партия на обединените демократи на Македония.
- 2011 г. – Нептун завършва първата си орбита от откриването си на 23 септември 1846 г. насам.
- 2022 г. – от НАСА правят първите снимки с телескопа „Джеймс Уеб“.

## Родени
- 100 г. пр Хр. – Гай Юлий Цезар – римски държавник († 44 г.) пр Хр.
- 1817 г. – Хенри Дейвид Торо, американски писател († 1862 г.)
- 1851 г. – Михаил Поморцев, руски изобретател († 1916 г.)
- 1868 г. – Стефан Георге, германски поет († 1933 г.)
- 1876 г. – Макс Жакоб, френски поет († 1944 г.)
- 1884 г. – Амедео Модиляни, италиански художник († 1920 г.)
- 1904 г. – Пабло Неруда, чилийски поет, Нобелов лауреат през 1971 г. († 1973 г.)
- 1913 г. – Уилис Лам, американски физик, Нобелов лауреат († 2008 г.)
- 1920 г. – Петър Танчев, български политик († 1992 г.)
- 1926 г. – Антон Каравелов, български архитект, писател, преподавател († 2016 г.)
- 1930 г. – Ги Лижие, автомобилен състезател († 2015 г.)
- 1935 г. – Минчо Семов, български учен († 2006 г.)
- 1937 г. – Бил Козби, американски актьор
- 1942 г. – Добрин Ненов, български футболист
- 1945 г. – Абдираман Алити, дипломат от Република Македония († 2013 г.)
- 1945 г. – Димитър Пенев, български треньор
- 1950 г. – Филип Шелби, американски писател
- 1952 г. – Ерик Адамс, вокалист на Меноуър
- 1952 г. – Ирина Бокова, български политик
- 1955 г. – Тимоти Гартън Аш, британски историк
- 1958 г. – Пламен Павлов, български историк
- 1959 г. – Чарли Мърфи, американски актьор, брат на Еди Мърфи († 2017 г.)
- 1967 г. – Джон Петручи, американски музикант и композитор
- 1970 г. – Лия, българска попфолк певица
- 1973 г. – Биляна Раева, български политик
- 1973 г. – Кристиан Виери, италиански футболист
- 1974 г. – Шарон ден Адел, холандска певица (Within Temptation)
- 1978 г. – Мишел Родригес, американска актриса
- 1978 г. – Тофър Грейс, американски актьор
- 1985 г. – Явор Бахаров, български актьор
- 1989 г. – Фийби Тонкин, австралийска актриса
- 1996 г. – Джордан Ромеро, американски алпинист

## Починали
- 1536 г. – Еразъм Ротердамски, холандски теолог (* 1466 г.)
- 1712 г. – Ричард Кромуел, лорд-протектор на Англия, Шотландия и Ирландия (* 1626 г.)
- 1804 г. – Александър Хамилтън, американски публицист (* 1755 г.)
- 1845 г. – Хенрик Вергелан, норвежки писател (* 1808 г.)
- 1851 г. – Луи Дагер, френски изобретател (* 1787 г.)
- 1911 г. – Димитър Бояджиев, български поет (* 1880 г.)
- 1913 г. – Иван Котев, български революционер (* ? г.)
- 1921 г. – Габриел Липман, френски физик, Нобелов лауреат през 1908 г. (* 1845 г.)
- 1931 г. – Натан Сьодерблум, шведски духовник, Нобелов лауреат през 1930 г. (* 1866 г.)
- 1935 г. – Алфред Драйфус, френски офицер (* 1859)
- 1938 г. – Петър Гочев, български геолог (* 1902)
- 1944 г. – Сергей Булгаков, руски философ (* 1871 г.)
- 1945 г. – Борис Галеркин, руски математик (* 1871 г.)
- 1945 г. – Илия Георгов, български политик (* 1860 г.)
- 1949 г. – Георги Занков, български революционер († 1886 г.)
- 1957 г. – Венедикт Бобчевски, български композитор (* 1895 г.)
- 1963 г. – Златан Дудов, германски режисьор (* 1903 г.)
- 1981 г. – Борис Полевой, руски писател (* 1908 г.)
- 2001 г. – Йован Котески, поет от Република Македония (* 1932 г.)
- 2003 г. – Бени Картър, американски музикант (* 1907 г.)
- 2008 г. – Вили Казасян, български композитор (* 1934 г.)
- 2016 г. – Паул Вюр, немски писател (* 1927 г.)

## Празници
- България – Празник на националната гвардейска част – Определен с Правилник за структурата, организацията и реда за използване на Националната гвардейска част, приет с Постановление на Министерския съвет 124 от 14 май 2001 г.
- България – Боен празник на 6-и артилерийски полк
- Италия – Празник на град Аквилея
- Кирибати – Ден на независимостта (от Великобритания, 1979 г.; национален празник)
- Сао Томе и Принсипи – Ден на независимостта (от Португалия, 1975 г.; национален празник)